# Baltska flota
Baltska flota dveh redov rdeče zastave (rusko Два́жды Краснознамённый Балтийский флот, ДКБФ, БФ, Dvaždi Krasnoznamjonnij Baltijskij flot, DKBF, BF) je flota Ruske vojne mornarice v Baltskem morju. Je najmanjša med štirimi ruskimi flotami, od nje je manjša samo Kaspijska flotilja. Je najstarejša med ruskimi flotami in edina odlikovana z dvema redoma rdeče zastave.

## Zgodovina

### 18. stoletje
Baltska flota carske Rusije je bila ustanovljena med veliko severno vojno na pobudo carja Petra Velikega, ki je naročil izdelavo prvih ladij za Baltsko floto v Lodejenojem Polju v letih 1702 in 1703.
 Najstarejša ladja Vojaške mornarice je bila trijamborna fregata Štandart s 24 topovi. Prvi poveljnik je bil novačen nizozemski admiral Kornelij Krujs, glavno oporišče pa je bilo vzpostavljeno v Kronštatu. Za datum ustanovitve Baltske flote se šteje 18. maj 1703, ko je flotilja 30 čolnov pod poveljstvom Petra Velikega z zajetjem dveh švedskih vojnih ladij v ustju Neve osvojila prvo bojno zmago. Leta 1704 se je začela gradnja ladjedelnice Admiralti, ki je postala središče gradnje ladij v Rusiji. Leta 1724 je Baltska flota štela 141 jadrnic in na stotine ladij na vesla (galej). Po letu 1732 se začne gradnja ladjedelnice Solombala pri Arhangelsku, ki je kmalu prerasla Admiralti in izdelovala ladje s 54, 66 in 74 topovi. Med veliko severno vojno je Baltska flota sodelovala pri zavzetju Viborga, Talina, Rige, Helsinkov in Turkuja. Največje pomorske zmage je doživela v bitkah pri Gangutu (1714), Ezlu (1719) in Grengamu (1720).
Carica Katarina Velika se je odločila okrepiti Baltsko floto. V seriji rusko-turških vojn (1710–1829) je to najprej vodilo v pomorsko zmago med Prvo arhipelaško odpravo v letih 1769–1774, ko je Baltska flota poslala v Mediteransko morje pet eskader z 21 bojnimi ladjami in več manjšimi plovili ter v česmenski bitki leta 1770 popolnoma razbila Turško vojno mornarico, blokirala Dardanele in pridobila dominanco nad Egejskim morjem. Med Drugo arhipelaško odpravo (1805–1807) je Baltska flota premagala Turško vojno mornarico v bitkah pri Dardanelah in Atosu (1807) in pozneje še pri Navarinu (1827).
Med sedemletno vojno (1755–1763) je Baltska flota leta sodelovala pri bitki za Memel (1757), v rusko-švedski vojni (1788–1790) pa je Švedsko vojno mornarico premagala v bitki pri Hoglandu (1788) in močno izgubila v drugi bitki pri Svensksundu (1790).

### 19. stoletje
Leta 1863 je prišlo do nevarnosti vojne med Rusijo in britansko-francosko koalicijo, ki je podpirala narodno vstajo na Poljskem. 
Rusija se je zavedala, da lesene ladje Baltske flote v boju s sodobnimi oklepnicami na parni pogon zavezniških vojnih mornaric ne bi imele nobenih možnosti in bi se lahko ponovila zgodba iz Krimske vojne. Kot preventivni ukrep se je tako odločila poslati ladje Baltske flote v ZDA, kjer je takrat potekala državljanska vojna. To bi v primeru vojne pomenilo grožnjo za britanske in francoske pomorske trgovske poti, ladje pa so bile tudi osvobojene tesnega prostora Baltskega morja. Severne zvezne države so namestitev prijateljskih ladij v svojih vodah podpirale. Z Baltskega morja je v New York odplula eskadra treh fregat, dveh korvet in kliperja.
Prva oklepnica, železna ladja na parni pogon, je bila izdelana za Rusko vojno mornarico leta 1863 v Londonu z imenom Pervenec in postala del Baltske flote. Leta 1863 začne Rusija s samostojno gradnjo oklepnic. Izdelana je serija desetih ladij (začenši z ladjo Strelec), ki so bile v gradnji med letoma 1863 in 1865 v Rusiji in tujini.
Obdobje bojnih ladij se v Rusiji začne leta 1881, ko je bil sprejet 20-letni državni program za gradnjo najnovejših tipov ladij – bojnih ladij, križark in rušilcev. Ruska mornarica je bila takrat pod vplivom doktrine "morske moči" ameriškega teoretičnega admirala Alfreda Mahena, ki je trdil, da vloga vojne mornarice v prihodnjih vojnah upravičuje vse stroške gradnje. Prvi dve bojni ladji sta bili Peter Veliki (1877) in Car Aleksander II. (1891).

### 20. stoletje
Leta 1900 je bila po desetletjih modernizacije Baltske in Tihooceanske flote Rusija pomorsko četrta najmočnejša država na svetu za Veliko Britanijo, Francijo in Nemčijo ter pred ZDA in Japonsko. Med rusko-japonsko vojno sta se z Baltskega morja v Tihi ocean v zelo težkih razmerah prebili 2. in 3. eskadra Baltske flote in bili poraženi v bitki pri Cušimi leta 1905. Bitka velja za največjo pomorsko bitko vseh časov in drugo najpomembnejšo za bitko pri Trafalgarju.
Po hudih izgubah bojnih ladij med rusko-japonsko vojno, je Rusija začela nov mornariški program gradnje najnovejše različice bojnih ladij – dreadnoughtov. Ti so imeli več topov težkega kalibra, poganjala pa jih je parna turbina. Leta 1914 prejme Ruska imperialna mornarica prve štiri dreadnoughte – Gangut, Sevastopol, Petropavlovsk in Poltava, ki so bili predani v uporabo Baltski floti. Začeli so še z gradnjo štirih bojnih križark  razreda Borodino po načrtih mornariških inženirjev Ivana Bubnova in Alekseja Krilova, ki pa ni bila nikoli končana. Med prvo svetovno vojno so večje ladje ostale v oporiščih, saj je imela Nemška vojna mornarica premoč v bojnih ladjah. Baltska flota se je udeleževala operacij polaganja min, kar je nemškim ladjam preprečilo večje vojaške operacije. Med prvo svetovno vojno je bila Baltska flota množično oborožena s podmornicami razreda Bars.
Med oktobrsko revolucijo so mornarji Baltske flote predstavljali jedro enot boljševikov, križarka Avrora, pa je bila ladja, ki je sprožila signalni strel za končni napad na Zimski dvorec. V sovjetskem obdobju enota prejme prvo odlikovanje red rdeče zastave 23. februarja 1928. Med legendarnimi poveljniki Baltske flote iz tega obdobja so admiral flote Sovjetske zveze Ivan Isakov (1937–1938), admiral Gordej Levčenko (1938–1939) in admiral Arsenij Golovko (1952–1956). 
Med drugo svetovno vojno je enoti poveljeval viceadmiral Vladimir Tribuc (1939-1946). Ladje Baltske flote so bile večinoma v Leningradu in so se udeležile manjših operacij na polotoku Hanko (Finska) in obrambe Leningrada.
Vloga Baltske flote se na začetku hladne vojne še zdaleč ni zmanjšala, saj je imela veliko prestiža in pomena in 7. maja 1965 prejme drugo priznanje red rdeče zastave. Čeprav je Sovjetska zveza namenjala sredstva za gradnjo Severne in Tihooceanske flote, je Baltska flota zavzela zelo pomemben položaj s podpiranjem severnega boka Evropskega teatra v primeru spopada z Natom. Ta flota je bila podcenjena z vidika modrovodnih mornaric, vendar je bila visoko cenjena z vidika strateške perspektive v načrtovanju poveljstva Sovjetskih oboroženih sil. Baltska flota je ostala močna sila, ki je imela v primeru vojne nalogo amfibijskega izkrcanja na obalah Danske in Nemčije v sodelovanju s Poljsko in Vzhodnonemško vojno mornarico.
Po letu 1991 izgubi Baltska flota ključna oporišča v Estoniji, Latviji in Litvi, velik del obal Baltskega morja pa preide v okvir države Nata. V prvih letih po razpadu Sovjetske zveze izgubi enota dve tretjini plovil. Danes predstavljajo jedro Baltske flote raketni rušilec Nastojčivi razreda Sarič in fregati Neustrašimi ter Jaroslav Mudri razreda Jastreb. Po letu 2010 se začne modernizacija in enota začne prejemati protipodmorniške korvete razreda Steregušči in protiladijske korvete razredov Bujan-M in Karakurt. Za razliko od preostalih treh flot je število podmornic Baltske flote izjemno skromno, saj uporablja samo dizel-električno podmornico Dmitrov sovjetske izdelave. Do leta 2025 naj bi v enoto prišle prve podmornice razreda Varšavjanka, sicer rahlo spremenjenega dizajna. V Baltskem morju so od leta 2014 sicer prisotne najnovejše podmornice razreda Varšavjanka, ki jih gradi sanktpeterburška ladjedelnica Admiralti za Črnomorsko in Tihooceansko floto, vendar so v flote premeščene z vsaj enoletno zamudo, kar omogoča razpoložljivost vsaj ene podmornice za delovanje v Baltskem morju.
Za Baltsko floto so značilne vsakoletne odprave v Indijski ocean, ki se jih, bolj kot bližja Črnomorska flota, fregate in korvete enote udeležujejo od leta 2010. Stanje pripravljenosti se je po letu 2017 povišalo, saj od tega leta v Sankt Peterburgu ponovno poteka vsakoletna mornariška parada in po njej mornariška vaja Oceanski ščit. Od 22. aprila 2023 je poveljnik viceadmiral Vladimir Mihailovič Vorobjov.

### Ruska invazija na Ukrajino
13. septembra 2023 je bila v ukrajinskem raketnem napadu na ladjedelnico v Sevastopolu hudo poškodovana pristajalna ladja Minsk, del Baltske flote. Rusija je zatrdila, da bo ladja popravljena. Po poročanju Ukrajine je bilo v napadu ubitih tudi 62 mornarjev Minska, saj se je ladja pripravljala na izplutje 14. septembra.
Med rusko invazijo na Ukrajino je Glavni obveščevalski direktorat Ukrajine (GUR) sporočil, da je na korveti Serpuhov razreda Bujan zasidrani v Baltijsku podtaknil požar, ki je uničil komunikacijsko in avtomatizacijsko opremo ladje. GUR je objavil tudi posnetek sabotaže ter dodal, da je požar kljub sistemu za gašenje na ladji divjal dlje časa. Oktobra 2024 je GUR sabotiral in s poplavitvijo motorja onesposobil minolovca Aleksandra Obuhova.

## Sestava
Baltska flota je najmanjša med ruskimi flotami, od nje je manjša samo Kaspijska flotilja. Flota uporablja pretežno manjše ladje in za razliko od ostalih flot uporablja samo eno podmornico iz sovjetskega obdobja. Kljub temu velja za prestižno in najstarejšo med ruskimi flotami ter edino, odlikovano z dvema redoma rdeče zastave. Ladje:
- 128. brigada ladij (Baltijsk):
  - Raketni rušilec razreda Sarič:
    - Nastojčivi (v rezervi)[18][19]

  - Fregata razreda Jastreb:
    - Neustrašimi (aktivna po remontu)[20]
    - Jaroslav Mudri (aktivna)[21]

  - Korveta razreda Steregušči:
    - Steregušči (v remontu)[22][23]
    - Soobrazitelni (aktivna)[24]
    - Bojki (aktivna)[25]
    - Stojki (aktivna)[26]
- 36. brigada raketnih ladij in čolnov (Baltijsk):
  - Korveta razreda Bujan:
    - Zeleni dol[27]
    - Serpuhov[27] (poškodovana po sabotaži GUR aprila 2024)[28]
    - Grad[29]
    - Naro-Fominsk[30]

  - Korveta razreda Karakurt:
    - Mitišči[31]
    - Sovjetsk[32]
    - Odincovo[33]
- 123. brigada podmornic (Kronštat):
  - Dizel-električna podmornica razreda Paltus:
    - Dmitrov[34]

Leta 2023 naj bi se začela gradnja dizel-električnih podmornic razreda Varšavjanka za Baltsko floto.